# 楊塽
楊塽（1438年—？），字允昭，浙江溫州府瑞安縣人，民籍，明朝政治人物。

## 生平
成化元年（1465年）舉乙酉科浙江鄉試第五十五名舉人。成化十七年（1481年）中式辛丑科會試第一百五十六名，三甲第一百四十五名進士。

## 家族
曾祖楊艮，贈左參政；祖父楊景衡，左參政；父楊曇，母周氏。永感下。